# Jha'Quan Jackson
Jha'Quan Brian Jackson (Metairie, 15 maggio 2000) è un giocatore di football americano statunitense che milita nel ruolo di wide receiver per i Tennessee Titans della National Football League (NFL).

## Carriera universitaria
Jackson giocò nel college football a Tulane dal 2019 al 2023. Dopo avere fatto registrare due ricezioni nella prima stagione, l’anno successivo guidò la squadra con 31 ricezioni per 425 yard e 8 touchdown. Nel 2021 totalizzò 17 ricezioni per 294 yard e un touchdown e nel 2022 ebbe 33 ricezioni per 554 yard e 3 touchdown. Nell’ultima stagione, nel 2023, Jackson mise a referto 439 yard ricevute e 4 touchdown in 10 partite.

## Carriera professionistica

### Tennessee Titans
Jackson fu scelto nel corso del sesto giro (182º assoluto) del Draft NFL 2024 dai Tennessee Titans. Nella sua prima stagione fece registrare una ricezione da 8 yard e 627 yard su ritorno in 12 presenze, nessuna delle quali come titolare.